# Georges Carpentier
Georges Carpentier (Lens, 12 de janeiro de 1894 – Paris, 28 de outubro de 1975) foi um pugilista francês, que se tornou campeão mundial dos meios-pesados entre 1920 e 1922.

## Biografia
Georges Carpentier começou a lutar boxe em 1908, quando tinha somente 14 anos de idade, sendo que bastaram apenas três anos entre os profissionais para que ele conquistasse o primeiro de seus muitos títulos na carreira.
Lutando a princípio entre os meios-médios, Carpentier tornou-se campeão francês nesta categoria em 1911, com um vitória por nocaute sobre Robert Eustache. Em seguida, ainda naquele mesmo ano, nocauteou o britânico Young Joseph, tornando-se também o campeão europeu dos meios-médios.
Em 1912, Carpentier subiu de categoria e, tendo aniquilado Jimmy Sulivan em apenas dois assaltos, conquistou o título de campeão europeu dos pesos-médios. Sua luta seguinte foi contra George Gunther, que dizia-se campeão mundial dos pesos-médios, desde que Billy Papke havia se recusado a lutar contra ele em 1911.
Após um duelo de vinte assaltos contra Gunther, Carpentier obteve a vitória nos pontos, mantendo o seu título de campeão europeu. Porém, essa vitória também deu a Carpentier uma brecha para passar a reivindicar para si o título de campeão mundial dos médios.
No entanto, logo depois disso, Carpentier acabou perdendo seguidamente para Frank Klaus e Billy Papke, de modo que acabou sendo excluído definitivamente da disputa pelo título deixado pelo finado Ketchel.
Em 1913, apesar dos revéses do ano anterior, Carpentier decidiu subir de categoria mais uma vez. Sem maior resistência de seu oponente Bandsman Dick Rice, que resistiu apenas dois assaltos, Carpentier adicionava mais um título à sua carreira, o de campeão europeu dos meios-pesados.
Não satisfeito, ainda em 1913, Carpentier passou a ostentar o título de campeão europeu dos pesos-pesados, após nocautear no quarto assalto o campeão britânico Bombardier Billy Wells. Carpentier ainda chegou a defender esse título uma vez, em 1914, antes de interromper sua carreira para servir na Primeira Guerra Mundial.
Cinco anos mais tarde, com o fim da Guerra, Carpentier pôde retornar aos ringues, e logo mostrou que não havia perdido o jeito. Após três defesas bem sucedidas de seu título europeu dos pesados, Carpentier resolveu descer de categoria, a fim de disputar o título mundial dos meios-pesados.
Assim sendo, em 1920, Carpentier nocauteou o campeão Battling Levinsky, em apenas quatro assaltos, o que fez dele o novo campeão mundial dos meios-pesados. Em seguida, Carpentier tentou dar o salto mais alto de toda sua carreira, quando desafiou o então campeão mundial dos pesos-pesados Jack Dempsey.
A luta entre Dempsey e Carpentier, acontecida em 1921, foi um verdadeiro massacre. Apesar de ter lutado heroicamente contra um adversário bem maior, Carpentier foi nocauteado no quarto assalto, tendo terminado a luta bastante machucado, enquanto Dempsey não tinha um arranhão no rosto.
Depois da derrota para Dempsey, Carpentier acabou perdendo seu título mundial dos meios-pesados em 1922, quando foi derrotado por Battling Siki, em uma luta de resultado controvertido.
A última grande exibição de Carpentier aconteceu em 1924, quando ele lutou catorze rounds contra o peso-pesado Gene Tunney, antes de ser impedido pelo juiz de retornar para o último assalto.
Dois anos mais tarde, em 1926, Carpentier aposentou-se. Faleceu em 1975, aos 81 anos de idade, tendo sido sepultado no Cimetiere de Vaires-sur Marne.
Em 1991, Georges Carpentier juntou-se à galeria dos maiores pugilistas de todos os tempos, imortalizados no International Boxing Hall of Fame.